# أليكس موسر
أليكس موسر (بالألمانية: Alex Moser)‏ هو فنان ماكياج نمساوي، ولد في 1979 في بورغنلاند في النمسا.

## وصلات خارجية
- أليكس موسر على موقع IMDb (الإنجليزية)
- أليكس موسر على موقع قاعدة بيانات الفيلم (الإنجليزية)